# Maximilian von Rosenberg
Maximilian Freiherr von Rosenberg (* 1849 in Halberstadt; † 1913) war ein deutscher Schriftsteller und  preußischer Major, Kammerherr und Zeremonienmeister von Kaiser Wilhelm II.

## Leben

### Herkunft
Seine Eltern waren der preußische Generalmajor und Kommandeur des Kadettenkorps Ernst von Rosenberg (1799–1864) und dessen Ehefrau Henriette von Winterfeldt (1805–1890). Sein ältester Bruder war der preußische Generalleutnant Karl von Rosenberg (1828–1891).
Er schlug eine militärische Laufbahn ein, in der er bis zum preußischen Major aufstieg. Am preußischen Hof in Berlin erfolgte seine Ernennung zum Kammerherrn und Zeremonienmeister von Kaiser Wilhelm II. Er war Mitglied des Vereins Deutscher Herold.
1893 legte er als Erstlingswerk seinen Roman Auf schwankendem Boden vor, der von der zeitgenössischen Literaturkritik wie folgt eingeschätzt wurde: Episch breite Behaglichkeit, die zuweilen schwer auf dem Leser lastet. Wenig stilistische Originalität. Viel Phantasie im Fabulieren.

## Werke (Auswahl)
- Auf schwankendem Boden. Roman. 1893.
- "Prosit!" Roman. 1895.
- Der Kampf um die Ehre. Roman. 1904
- Ein Doppelleben. Roman. 1914.